# Sisavang Vong
Sisavang Vong ili Sisavangvong (Luang Prabang, 14. srpnja 1885. – Luang Prabang, 29. listopada 1959.) bio je kralj Kraljevstva Luang Prabang između 1904. i 1945. godine. Kasnije je bio kralj Laosa između 1946. i njegove smrti 1959. godine

## Životopis
Rođen je u Luang Prabangu 14. srpnja 1885. godine, kao sin kralja Zakarinea, a njegova majka bila je kraljica Thongsy. Školovao se na "Lycée Chasseloup-Laubat" u Sajgonu, a zatim na "École Coloniale" u Parizu. Bio je poznat kao "kralj playboy", koji je nekada imao i 15 žena, dvije od njih bile mu polusestre i 50 djece. Četrnaest od njegovih sinova umrli su u pomorskoj nesreći na rijeci Mekong.
Oca Zakarinea naslijedio je kao kralj Luang Prabanga 25. ožujka 1904. godine Luang Prabang je u to vrijeme bio francuski protektorat u Indokini. On je uvijek podržavao francuski mandat u Indokini, a 1945. godine odbio je surađivati s nacionalistima, nakon čega je svrgnut, kada je Laos proglasio svoju neovisnost. U travnju 1946. godine, Francuzi su opet okupirali zemlju i on je vraćen na prijestolje.
Obolio je i preminuo 1959. godine, a naslijedio ga je njegov sin Savang Vatthana.